# 天津日本人外籍人员子女学校
天津日本人学校，全称天津日本人外籍人员子女学校（日语：／ Tenshin Nihonjin Gakkō），是位于中国天津市空港经济区拢翠广场的日本人学校，创办于1999年，由三菱商事（天津）有限公司举办，现任校长为角田元申。

## 历任校长
| 姓名     | 在任时间 | 参考  |
| -------- | -------- | ----- |
| ……       |          |       |
| 角田元申 | ？年至今 | [ 2 ] |